# Ophiura scomba
Ophiura scomba är en ormstjärneart som beskrevs av William Paterson 1985. Ophiura scomba ingår i släktet Ophiura och familjen fransormstjärnor. Inga underarter finns listade i Catalogue of Life.